# Диори, Амани
Алхаджи Амани Диори (фр. Alhaji Hamani Diori; 6 июня 1916, Судуре-Карма, департамент Ниамей, Верхний Сенегал и Нигер, Французская Западная Африка — 23 апреля 1989, Рабат, Марокко) — нигерский государственный и политический деятель, первый президент (1960—1974) и первый премьер-министр Республики Нигер (1958—1960).
Диори руководил страной авторитарными методами, подавляя политическую оппозицию, запрещая партии и ограничивая свободу прессы. Его правление также сопровождалось трайбализмом, коррупцией и преобладанием внешней политики над внутренними делами, что, в итоге, привело к свержению режима первого главы государства.

## Биография

### Ранние годы
Амани Диори родился 16 июня 1916 года в деревне Судуре-Карма в районе Ниамея — административного центра французской колонии Нигер — в семье представителей народа джерма, исповедовавшего ислам. Отец Амани был чиновником медицинской службы при колониальной администрации.
Диори получил начальное образование в региональной школе Ниамея. В 1923 году поступил в Педагогический колледж Виктора Балло в Порто-Ново. В 1930 году за проявленные в учёбе успехи был направлен в Высшую педагогическую школу Вильяма Понти в Сенегале.
Проработав учителем начальных классов в 1936—1938 годах, Диори был приглашен в парижский Институт заморских исследований в качестве преподавателя языков джерма и хауса. После возвращения на родину он продолжил обучение начальных классов, а позже был назначен директором школы в Ниамее.

### Политическая карьера
Принятая в 1946 году конституция Четвёртой республики закрепляла за коренными жителями африканских колоний право избирать и избираться как на местном уровне, так и в национальный парламент. В африканских заморских территориях Франции стали создаваться партии и прочие политические общественные организации. В 1946 году Диори поддержал проект Феликса Уфуэ-Буаньи по созданию Африканского демократического объединения, став одним из основателей отделения организации в Нигере — Нигерской прогрессивной партии.
Избранный в результате выборов депутатом Национального собрания Франции, совместно с Уфуэ создал парламентскую группу, выступающую в защиту прав африканского населения. Кроме этого выступал против плана Маршалла, а также формирования Североатлантического пакта.
Потерпев неудачу при попытке вновь получить мандат во французском парламенте, Диори вернулся к преподаванию, но не прекратил политическую деятельность. Под его влиянием Нигерская прогрессивная партия отдалилась от Африканского демократического объединения и наладила связи с местной колониальной администрацией. В идеологическом плане организация отошла от левых идей в сторону правоцентризма. В январе 1956 года он был снова избран в национальный парламент, где в следующем году занял пост вице-председателя. В это время Диори поддержал создание Европейского экономического сообщества и весной 1958 года был делегирован представителем от Франции в ассамблею организации.
Сотрудничество Нигерской прогрессивной партии с колониальными властями разочаровало значительную часть избирателей на родине политика, где в ходе выборов в Территориальную ассамблею партия уступила лидерство Нигерскому демократическому союзу, позднее переименованному в Саваба, чей руководитель, Джибо Бакари, возглавил новый высший орган исполнительной власти колонии — Правительственный совет.
Предстоящий референдум о статусе страны накалил конфронтацию двух ведущих партий. Бакари, ратовавший за полную независимость от Франции, создал Африканское социалистическое движение, имевшее популярность среди народа хауса, составлявшего значительный процент населения региона. В это время Диори, выступавший под лозунгами автономии в составе Французского сообщества, создал Союз за франко-африканское сообщество, главную опору которого составляли народы джерма и сонгаи.

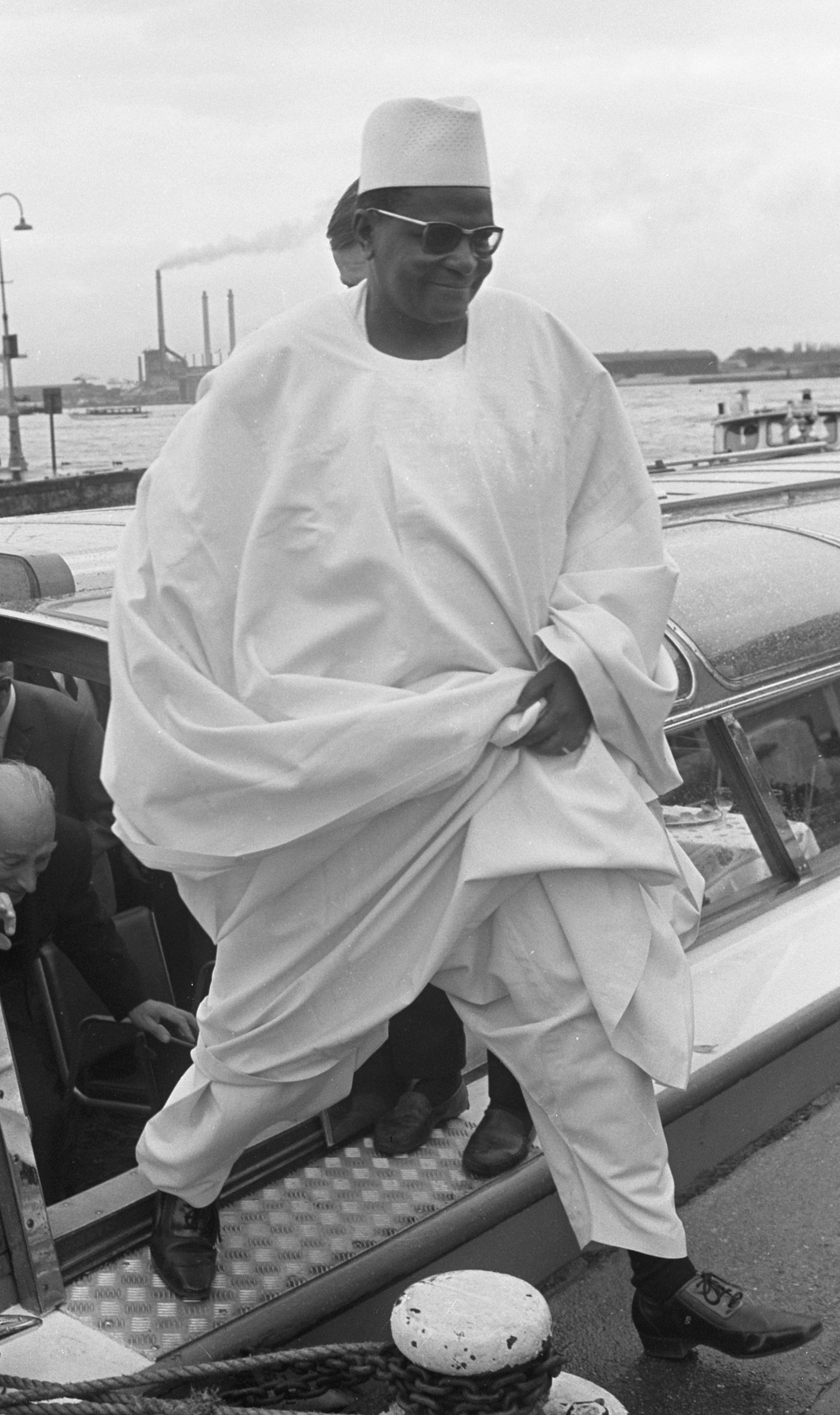
Амани Диори — первый президент Республики Нигер

Поддержанный колониальными властями и авторитетными в нигерском обществе вождями, Союз за франко-африканское сообщество победил на референдуме с результатом в 78 %, а позднее развил успех и по итогам выборов в автономный законодательный орган Нигера 4 декабря занял в нём большую часть депутатских мест. Лидер организации стал первым премьер-министром автономной Республики Нигер.

#### Отец независимости
Почти сразу правление Диори стало двигаться в сторону авторитаризма. В течение 1959 года политические митинги были объявлены вне закона, депутатов от Африканского социалистического движения лишили мандатов, оппозиционные партии постепенны были запрещены, а их лидеров вынудили эмигрировать. Нелояльные власти профсоюзы и СМИ были закрыты. Укрепивший своё положение внутри страны, Диори стал требовать полного государственного суверенитета и в 1960 году провозгласил независимость Нигера. Диори нарушил Конституцию, предусматривающую прямое избрание главы государства народом, и, в порядке исключения, был избран президентом депутатами Национального собрания Нигера.

Подтверждаю получение Вашей телеграммы, в которой Вы сообщаете, что 3 августа следующего года состоится провозглашение независимости Республики Нигер.
В связи с этим знаменательным событием в жизни Вашей страны прошу Вас, господин Премьер-министр, принять сердечные поздравления и искренние пожелания благополучия и счастья народу Нигера от советского народа, правительства СССР и меня лично.
Телеграмма Председателя Совета Министров СССР Н. С. Хрущева Председателю Совета Министров Нигера Амани Диори 

#### Президентство
Основной закон наделял Диори обширными полномочиями: он возглавил исполнительную ветвь власти, имел большое влияние на парламент, командовал вооружёнными силами. Помимо прочего он занял руководящие посты в министерствах иностранных дел и обороны, а также являлся главой единственной разрешённой в стране партии — Прогрессивной партии Нигера.

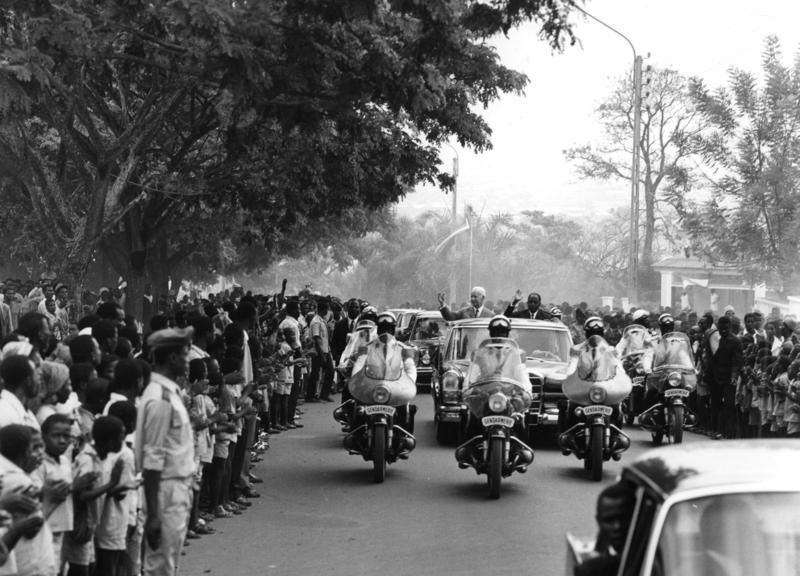
Амани Диори и Генрих Любке во время визита последнего в Нигер

На безальтернативных выборах президента республики в 1965 и 1970 годах Диори набрал 100 % голосов избирателей. Парламент превратился в синекуру для вождей крупнейших народов страны.
При Диори сформировались правительственные СМИ: были основаны государственные службы радиовещания и телевидения, официальная газета правительства «Время Нигера».
В своих выступлениях Диори представлял нигерское общество как однородное и социально равное. Он заявлял, что политика государства направлена на создание достойного уровня жизни каждого гражданина. Идеология правящей партии была сведена к национализму и пропаганде традиционных ценностей, а социальный мир был провозглашён главной целью государства.

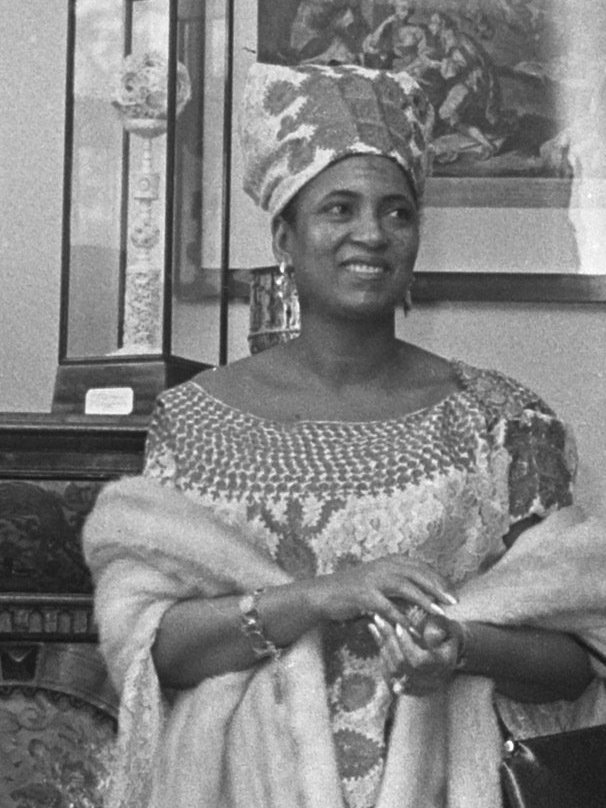
Аисса Диори — супруга главы государства

В стране укоренился трайбализм. К реальному управлению государством допускалась лишь этнические группы народа сонгай. Огромной властью обладали приближённые к президенту люди: жена Аисса Диори и советники — Бубу Хама и Диамбалла Майга. При этом глава Нигера контролировал лишь столицу и её окрестности, не имея большого влияния на сельские регионы, где власть продолжала оставаться в руках традиционной элиты.

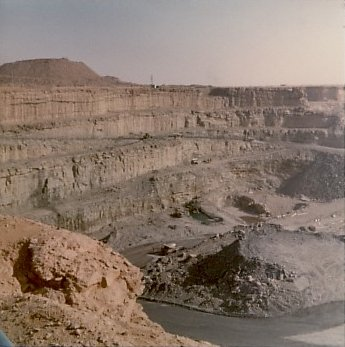
Урановый карьер у города Арлит

Предпринятая президентом для экономического развития периферии аграрная реформа провалилась из-за консерватизма населения. Агентство по развитию экспортного земледелия, созданное с акцентом на развитие производства арахиса, тоже не принесло результатов. В государстве процветала коррупция, экономика оставалась отсталой, а уровень жизни населения не повышался. Рост ВВП на душу населения был крайне низок и в среднем составлял лишь 0,8 % в год. Экономическая помощь из-за рубежа и доходы от частной добычи урана в районе Арлит оставались значительными источниками пополнения казны.
Диори любил уделять время внешней политике. Режим целенаправленно шёл на тесное сотрудничество с бывшей метрополией. В 1961 году с Францией был заключен договор о военном, политическом и экономическом сотрудничестве. Зарубежный союзник получил широкий контроль над внешней торговлей, финансами, обороной и системой образования страны. Французских советников активно нанимали на государственную службу.
Зарубежная военная поддержка играла немалую роль в жизни Нигера. Восстание туарегов (1962—1964 годов), ставшее реакцией на аграрную реформу, было жестоко подавлено с помощью армии соседнего Мали. В 1964 году обученные за границей боевики запрещённой к тому моменту политической партии Саваба напали на пограничные посты нигерской армии и попыталась занять несколько населённых пунктов страны, надеясь на поддержку местного населения. Власти при помощи французских офицеров смогли организовать отпор партизанским отрядам и мобилизовать граждан на противостояние вторжению. Группы диверсантов были разгромлены и большей частью казнены.
В 1965 году на президента совершили покушение: в мечети Ниамея активист Саваба метнул в Диори гранату. От взрыва погиб ребёнок, несколько человек были ранены, но глава государства не пострадал. Для борьбы с оппозицией режим создал президентскую гвардию и тайную полицию.
Диори выступал в качестве посредника при разрешении международных конфликтов: пытался наладить диалог между французским правительством и алжирскими повстанцами, а позднее выступал посредником между Нигерией и восставшей Биафрой. Во время его президентства Нигер активно участвовал в кооперации франкоязычных государств Африки путём содействия в создании международных организаций. Одну из них — Общую африканскую и маврикийскую организацию — президент некоторое время возглавлял.

### Свержение и дальнейшая судьба
Увлечённый внешней политикой президент стал гораздо меньше внимания уделять внутренним процессам в стране. Серьёзный удар по режиму нанесла засуха 1968—1974 годов, в ходе которой сильно пострадала нигерская экономика. Власти были вынуждены пойти на сокращение социальных расходов и повышение налогов. Предпринятые меры остановили инфляцию на уровне 8 %, но вызвали недовольство населения. Ситуация ещё более усугубилась разразившимся вследствие неурожая голодом 1973 года, унёсшего сотни тысяч жизней. Недовольство в обществе вызывала и супруга президента, которая вела подчёркнуто роскошный образ жизни. Первая леди владела дорогой недвижимостью в престижном районе Ниамея, которую сдавала в аренду иностранцам. Кроме того, она владела большими земельными участками.
Вспыхнули студенческие акции протеста, жестоко подавленные властями, однако распространившиеся слухи о хищении высшими чиновниками гуманитарной помощи сильно накалили социальную обстановку. Усугубило ситуацию и недовольство военных. Армию заставляли выполнять несвойственные ей функции: собирать налоги, участвовать в сельскохозяйственных работах. Недоумение у военных чинов вызвала и инициатива главы государства по созданию «партийной милиции».
В этих условиях начальник штаба вооружённых сил подполковник Сейни Кунче совершил военный переворот, результатом которого стали арест Диори и крупных сановников режима, а также убийство его жены при штурме президентского дворца. Вся власть перешла в созданный участниками заговора Высший военный совет. Новый режим приостановил действие Конституции, распустил парламент, выпустил из тюрем политических заключённых и разрешил эмигрировавшим политикам вернуться в страну.
Франция, занятая собственными внутриполитическими делами в связи со смертью президента Жоржа Помпиду, равнодушно отнеслась к происходящему в бывшей колонии. На реакции зарубежного союзника сказалось и ухудшение отношений между странами в последние годы президентства Диори. Последний взял курс на исламизацию страны, вследствие чего пошёл на сближение с Ливией, результатом которого стало заключение военного соглашения в 1974 году. В 1972 году Диори добился вывода французского гарнизона из страны.
Существует точка зрения, согласно которой свержение Амани произошло при содействии Франции, так как президент выражал намерение изменить распределение дохода от выработки урана между странами.
По приговору суда свергнутый президент шесть лет провёл в заключении в Зиндере, после чего 4 года содержался под домашним арестом в Ниамее. После смерти Кунче новый глава государства Али Сейбу помиловал Диори и позволил эмигрировать в Марокко. Амани Диори скончался от сердечного приступа в Рабате 23 апреля 1989 года и был похоронен в Ниамее, где в его честь назвали крупнейший аэропорт Нигера.

## Награды
- Орден «За заслуги в создании государства»[20]

## Комментарии
1. ↑  Организация возникла в результате раскола внутри Нигерской прогрессивной партии, левые активисты которой стремились к сотрудничеству с Французской коммунистической партией.
2. ↑  В переводе с языка хауса — свобода.
3. ↑  Союз за франко-африканское сообщество выиграл 56 мандатов из 60. Оставшиеся достались Африканскому социалистическому движению.
4. ↑  Результаты выборов по округам Зиндер и Тесава были аннулированы.
5. ↑  В частности, Совета согласия и Агентства по культурному и техническому сотрудничеству.
6. ↑  Военное соглашение, заключённое президентом в обход командования вооружённых сил, было негативно воспринято офицерами и подтолкнуло переворота.
7. ↑  Спустя годы после свержения Диори обвинил Жака Фоккара в «попустительстве перевороту».